# Monsieur Max (film, 1937)
Pour le téléfilm français de 2006, voir Monsieur Max.
Pour plus de détails, voir Fiche technique et Distribution.
Monsieur Max (titre original : Il signor Max) est un film italien réalisé en 1937 par Mario Camerini.

## Synopsis
Un vendeur de journaux, mégalomane, s'offre une croisière en Méditerranée. Il emprunte le surnom de Signor Max. Au cours de son périple, il s'amourache d'une aristocrate, Donna Paola. Très rapidement ruiné, il rentre bientôt à Rome. C'est alors qu'il rencontre, par hasard, la camériste de Donna Paola. Bien que recherchant ardemment la dame de ses pensées, Gianni (Signor Max) finit, contre toute attente, par succomber au charme et à la simplicité de la camériste. Celle-ci quittera alors sa maîtresse pour épouser Gianni.

## Fiche technique
- Titre original : Il signor Max
- Titre français : Monsieur Max
- Réalisateur : Mario Camerini
- Scénario : Mario Camerini, Mario Soldati, d'après un sujet d'Amleto Palermi.
- Photographie : Anchise Brizzi
- Musique : Renzo Rossellini
- Production : Astra Film, Royaume d'Italie (1861-1946)
- Durée : 2 347 m (84 minutes)
- Format : 35 mm ; noir et blanc ; son mono ; rapport de forme : 1.37 : 1 ; procédé cinématographique : spherical
- Année de réalisation : 1937
- Dates de sortie : 
  - États-Unis : 5 octobre 1939
  - France : 20 septembre 1948

## Distribution

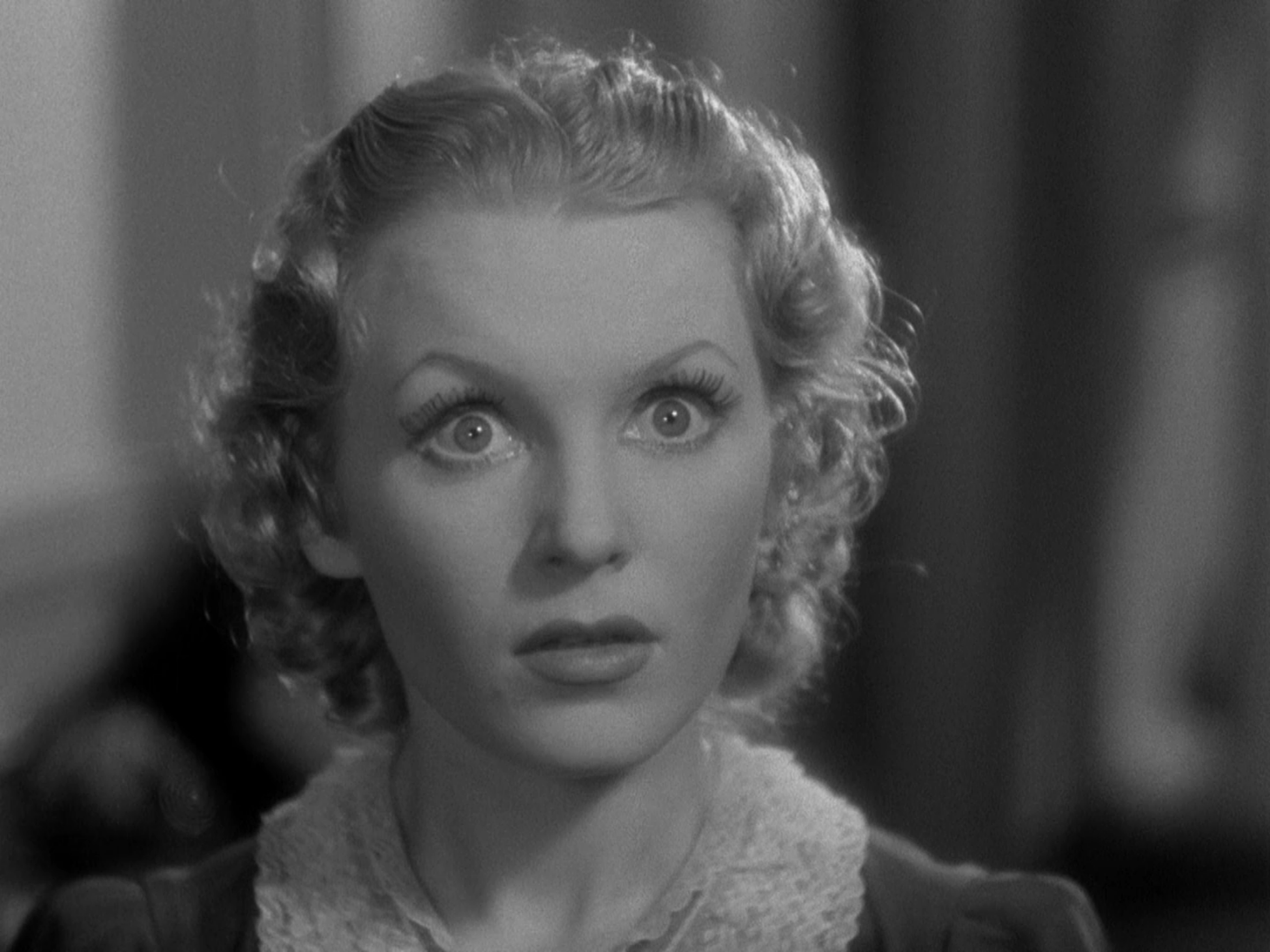
Assia Noris dans une scène du film.

- Vittorio De Sica : Gianni/Il Signor Max
- Assia Noris : Lauretta, la camériste
- Rubi D'Alma : Donna Paola
- Lilia Dale : Pucci
- Romolo Costa

## Autour du film
- Bien que respectueux des codes propres au cinéma des téléphones blancs, le film de Mario Camerini, voilé d'humour et de tendresse, offre une critique bienveillante des idées artificielles de la petite-bourgeoisie.
- Un remake italo-espagnol nommé Madame, le Comte, la Bonne et moi a été tourné en 1957, filmé par Giorgio Bianchi, avec Alberto Sordi et, de nouveau, Vittorio De Sica.